# Milford Vanik
Milford Frank Vanik (ur. 29 lipca 1906 w Cleveland, zm. 31 stycznia 2003) – amerykański inżynier lotniczy i baloniarz czeskiego pochodzenia.

## Życiorys
Syn Antona i Jennie. W 1930 roku ukończył inżynierię lotniczą na University of Michigan. Pierwszy lot odbył w 1929 z George'em Hinemanem. 29 kwietnia 1936 roku uzyskał licencję pilota balonowego nr 1086. W 1930 roku był członkiem założycielem klubu balonowego. Po raz pierwszy wziął udział w zawodach o Puchar Gordona Bennetta w 1930 roku. W 1934 roku podczas XXII Pucharu zajął 11 miejsce na balonie Buffallo Courier Express razem z George'em Hinemanem. Pracował w firmach produkujących samoloty, a od 1945 do przejścia na emeryturę w 1971 roku w Boeing. W 1961 roku zamieszkał w Bellevue. W latach 1972–78 był członkiem rady miasta. W ostatnich dwóch latach 1976-78 pełnił funkcję burmistrza miasta. W latach 70. XX wieku dwukrotnie przeleciał balonem nad Alpami z Mürren do Włoch. Zmarł w 2003 roku. Był dwukrotnie żonaty. Miał trzech synów.  